# كريس ليثجو
كريس ليثجو (بالإنجليزية: Kris Lythgoe)‏ هو منتج تلفزيوني بريطاني، ولد في 10 مايو 1979 في منطقة أنفيلد في المملكة المتحدة.

## وصلات خارجية
- الموقع الرسمي
- كريس ليثجو على موقع IMDb (الإنجليزية)